# 布瓦科曼
布瓦科曼（法語：Boiscommun，法語發音：[bwakɔmɛ̃]）是法国卢瓦雷省的一个市镇，属于皮蒂维耶区。

## 地理
布瓦科曼（48°2'12"N, 2°22'59"E）面积16.06 平方千米，位于法国中央-卢瓦尔河谷大区卢瓦雷省，该省份为法国中北部省份，北起埃松省，西北接厄尔-卢瓦省，西南接卢瓦-谢尔省，南至涅夫勒省和谢尔省，东临约讷省，东北接塞纳-马恩省。
与布瓦科曼接壤的市镇（或旧市镇、城区）包括：圣米歇尔、加蒂奈地区巴蒂伊、蒙巴鲁瓦、蒙利亚尔、里马尔德河畔楠克赖、内普卢瓦、尼贝勒、圣卢德维涅。

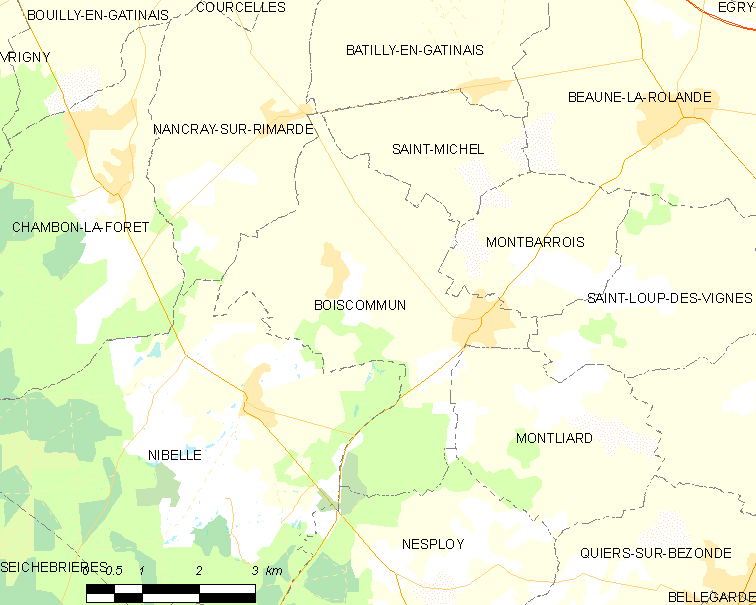
布瓦科曼的OSM定位图

布瓦科曼的时区为UTC+01:00、UTC+02:00（夏令时）。

## 行政
布瓦科曼的邮政编码为45340，INSEE市镇编码为45035。

## 政治
布瓦科曼所属的省级选区为勒马勒塞布瓦县。

## 人口

1962-2008年间布瓦科曼人口变化图示

布瓦科曼于2022年1月1日时的人口数量为1142人。